# 第3回全国中等学校優勝野球大会
第3回全国中等学校優勝野球大会（だい3かいぜんこくちゅうとうがっこうゆうしょうやきゅうたいかい）は、1917年8月14日から8月20日まで鳴尾球場で行われた全国中等学校優勝野球大会である。

## 概要
前年までの豊中球場は、観客スペースが小さく、アクセスも輸送力の小さい箕面有馬電車しかなかった。そこで、阪神電気鉄道が当時の鳴尾競馬場内に2つの球場を作り、5～6,000人の観客席を設けて誘致した。またこの大会より、オリンピックやこの年の5月に開催された第3回極東競技大会開会式を参考にして入場式を採用した。
前年に採用された敗者復活制は今回も継続され、1回戦の敗者6校のうち抽選で4校が復活して再度1回戦を行い、勝者同士が2回戦で対戦、その後準決勝に進むという方式に改められた。優勝した愛知一中は1回戦で敗れたものの、4/6の確率でくじを引き当てて敗者復活し、その後すべて1点差で勝ちあがった。決勝戦においても、あとアウト1つで敗戦というところで降雨ノーゲームとなるなど、幸運に恵まれた優勝であった。
しかし敗者復活校が優勝したことが物議を醸し、敗者復活戦は第4回大会から取りやめとなった。愛知一中は高校野球史上唯一の敗者復活からの優勝校となった。

## 代表校
| 地方大会 | 代表校     | 出場回数     |
| -------- | ---------- | ------------ |
| 東北     | 盛岡中     | 初出場       |
| 関東     | 慶応普通部 | 2年連続2回目 |
| 北陸     | 長野師範   | 2年連続2回目 |
| 東海     | 愛知一中   | 初出場       |
| 京津     | 京都一中   | 初出場       |
| 紀和     | 和歌山中   | 3年連続3回目 |

| 地方大会 | 代表校     | 出場回数     |
| -------- | ---------- | ------------ |
| 大阪     | 明星商     | 初出場       |
| 兵庫     | 関西学院中 | 2年連続2回目 |
| 山陽     | 広島商     | 2年連続2回目 |
| 山陰     | 杵築中     | 初出場       |
| 四国     | 香川商     | 2年連続2回目 |
| 九州     | 長崎中     | 初出場       |

## 試合結果

### 1回戦
- 慶応普通部 5 - 3 明星商
- 盛岡中 5 - 1 香川商
- 杵築中 6 - 3 長崎中
- 関西学院中 6 - 3 広島商
- 長野師範 4 - 3 愛知一中
- 京都一中 1 - 0 和歌山中

#### 敗者復活戦
- 明星商 8 - 2 長崎中
- 愛知一中 1 - 0 和歌山中

### 準々決勝
- 杵築中 4x - 3 長野師範（延長10回）
- 関西学院中 13 - 2 京都一中
- 愛知一中 2 - 1 明星商
- 盛岡中 2 - 1 慶応普通部

### 準決勝
- 関西学院中 1 - 0 盛岡中
- 愛知一中 3 - 2 杵築中

### 決勝
|            | 1 | 2 | 3 | 4 | 5 | 6 | R |
| ---------- | - | - | - | - | - | - | - |
| 関西学院中 | 0 | 0 | 0 | 0 | 0 | 1 |   |
| 愛知一中   | 0 | 0 | 0 | 0 | 0 |   |   |

1. （6回裏2死・降雨ノーゲーム）
2. （関）：内海 - 近藤
3. （愛）：長谷川 - 伊藤

|            | 1 | 2 | 3 | 4 | 5 | 6 | 7 | 8 | 9 | 10 | 11 | 12 | 13 | 14 | R | H | E |
| ---------- | - | - | - | - | - | - | - | - | - | -- | -- | -- | -- | -- | - | - | - |
| 愛知一中   | 0 | 0 | 0 | 0 | 0 | 0 | 0 | 0 | 0 | 0  | 0  | 0  | 0  | 1  | 1 | 7 | 2 |
| 関西学院中 | 0 | 0 | 0 | 0 | 0 | 0 | 0 | 0 | 0 | 0  | 0  | 0  | 0  | 0  | 0 | 6 | 2 |

1. （延長14回）
2. （愛）：長谷川 - 伊藤
3. （関）：内海 - 近藤

## その他の主な出場選手
- 新田恭一（慶応普通部）
- 古海忠之（京都一中）
- 石本秀一（広島商）
- 浜崎真二（広島商）